# Giovan Battista Possevino
Giovan Battista Possevino, frère aîné d’Antonio, né en 1520 à Mantoue (Italie) et mort en 1549, est un écrivain italien de la Renaissance.

## Biographie
Giovan Battista Possevino nait à Mantoue en 1520, est élevé par les soins du cardinal Hercule Gonzague, protecteur de sa famille, et est ensuite attaché comme secrétaire aux cardinaux Cortese et Hippolyte d'Este. Il a du talent pour la poésie. Il meurt à Rome en 1549, à l’âge de 29 ans. On a sous son nom : Dialogo dell’honore, nel quale si tratta a pieno del duello, Venise, 1553, 1556, 1558, in-4°, et 1564, in-8°, avec des additions d’Antonio Possevino, qui est l’éditeur de cet ouvrage de son frère. Antonio Bernardi, évêque de Caserte, dans la préface de son Traité contre le duel, imprimé en 1562, se plaignit d’un abus de confiance de la part de Giovan Battista Possevino auquel il avait communiqué son manuscrit, et c’est en vain qu’on a essayé de justifier ce dernier du reproche de plagiat (voy. les notes d’Apostolo Zeno sur la Bibliot. de Fontanini, t. 2, p. 362) ; Tiraboschi lui-meme, après avoir pris la défense de Possevino, a reconnu qu’il était réellement coupable (voy. la Bibliot. Modenese, t. 1er, p. 241) Antonio Possevino, qui n’a jamais tenté de laver son frère d’une accusation si formelle, a pris la défense de ses principes sur le duel dans un ouvrage très-rare, intitulé : Due discorsi : l’uno in difesa di Giov. Batt. Possevino, dove si discorre intorno al duello ; l’altro in difesa di Giraldi, dove si trattano alcune cose per iscriver tragedie, Rome, 1556, in-8° (voy. le Dict. typogr. d’Osmont, t. 2, p. 105). On a quelques pièces de vers de Giovan Battista Possevino, entre autres la paraphrase d’une ode de Sappho dans les Rime d’Atanagi.